# Steven Adler
Steven Adler (Cleveland, Ohio, 22. siječnja 1965.), američki bubnjar i glazbenik.
Bio je bubnjar hard rock sastava Guns N' Roses, ali je 1990. izbačen iz sastava zbog ovisnosti o heroinu.

## Životopis
Steven Adler rođen je 22. siječnja 1965. u Clevelandu, Ohio. Rodio se unutar židovske vjere i donekle posjeduje islandsko porijeklo.
Adler odlazi u Los Angeles, Kalifornija zajedno sa svojom majkom Deannom i starijim bratom Kennyjem još kao dijete. Majka mu se preudala za Melvina Adlera i s njim rodila sljedeće dijete Jamiea. Stevenov stric Kenny, također ima sina koji se zove Max Adler. Njegov mlađi brat Jamie Adler, agažira se kao hip hop agent koji uključuje i Bone Thugs N' Harmony and Tyrese. Stevenov bratić Max Adler, također se angažira u zabavno poslovnoj produkciji, Stage-Shows u Las Vegasu i nekoliko reality nastupa na televiziji.
Adler se sreo s gitaristom Guns N' Rosesa Slashom, kada je imao 13 godina. Obojica su u isto vrijeme pohađali školu u Kaliforniji, kada se Adler našao u neprilici koja se dogodila u skateboarding parku, Slash je sve zaustavio i na taj način mu pomogao. Ubrzo su postali veliki prijatelji i Slash tada počinje svirati gitaru, a Adler koji je do tada pomalo svirao gitaru prelazi na bubnjeve i kao takvi osnivaju sastav Road Crew.

## Doba Guns N' Rosesa
Slash i Adler upoznavaju se s budućim Guns N' Rosesima, u vrijeme kada se preko novinskog oglasa traži basista za sastav. Duff McKagan nije bio jedini koji se odazvao na oglas ali je ušao u sastav poznavajući Axla Rosea i Izzya Stradlina, dvojicu preostalih originalnih članova sastava "Hollywood Rose". Njih dvojica pridružuju se Tracii Gunsu (prva gitara), Oleu Beichu (bas-gitara) i Robu Gardneru (bubnjevi), čineći tako čuvenu originalnu postavu Guns N' Rosesa.
Adler svira bubnjeve na prva tri GN'R albuma: EP iz 1986. Live ?!*@ Like a Suicide, multi-platinasti Appetite for Destruction i G N' R Lies. Adler se također pojavljuje i u jednoj skladbi, "Civil War", na albumu Use Your Illusion II.
Pred kraj 1987.g. Guns N' Rosesi nalaze se na turneji i Adler izlazeći vidno u alkoholnom stanju iz jednoga noćnog bara, razbija svoju ruku udarajući u uličnu svjetiljku. Član sastava "Cinderella", Fred Coury, zamjenjuje Adlera i nastavlja turneju.
Na dodijeli nagrada 1989. American Music Awards, Gunsi izvode svoj najnoviji singl "Patience" gdje bubnjeve umjesto Adlera svira Don Henley. Takvi učestali Adlerovi izostanci, službeno su se pripisivali njegovoj rehabilitaciji i programu odvikavanja od droge i alkohola.
Problemi se nastavljaju 1990. kada sastav snima skladbu "Civil War" za humanitarni album Nobody's Child. Axl Rose je u jednome intervju rekao "Civil War se bez problema snimio 60 puta", očekivano je problema bilo s Adlerom. Slash jednostavno obrađuje bubnjeve za skladbu koliko mu njegove sposobnosti dozvoljavaju. Adler je priznao da je skladbu pokušao odsvirati 20 možda 30 puta. U to vrijem snimanja skladbe "Civil War", Adler se još uvijek pokušavao odviknuti od uzimanja narkotika.
Adler je ubrzo istjeran iz sastava uz napomenu da se može vratiti kada se izliječi i kada više ne bude bilo znakova da uzima narkotike. U travnju 1990. zajedno s Gunsima sudjeluje na koncertu "Farm Aid IV" u Indiani. To je bio njegov posljednji nastup sa sastavom. Problemi sa studijskim snimanjem se nastavljaju i za vrijeme snimanja albuma Use Your Illusion I & Use Your Illusion II, Gunsi umjesto Adlera angažiraju novoga bubnjara Matta Soruma. Službeno obrazloženje ostalih članova sastava za Adlerovo otpuštanje bilo je da nije bio sposoban za rad i da mu se nije moglo nikako pomoći.